# Bayard (Virgínia Ocidental)
Bayard é uma cidade  localizada no estado norte-americano de Virgínia Ocidental, no Condado de Grant.

## Demografia
Segundo o censo norte-americano de 2000, a sua população era de 299 habitantes. 
Em 2006, foi estimada uma população de 291, um decréscimo de 8 (-2.7%).

## Geografia
De acordo com o United States Census Bureau tem uma área de 
0,8 km², dos quais 0,8 km² cobertos por terra e 0,0 km² cobertos por água.

## Localidades na vizinhança
O diagrama seguinte representa as localidades num raio de 20 km ao redor de Bayard. 